# Ludwig Strecker der Ältere
Ludwig Philipp Carl Wilhelm Strecker (* 26. März 1853 in Dieburg; † 19. Dezember 1943 in Mainz) war ein deutscher Musikverleger.

## Leben

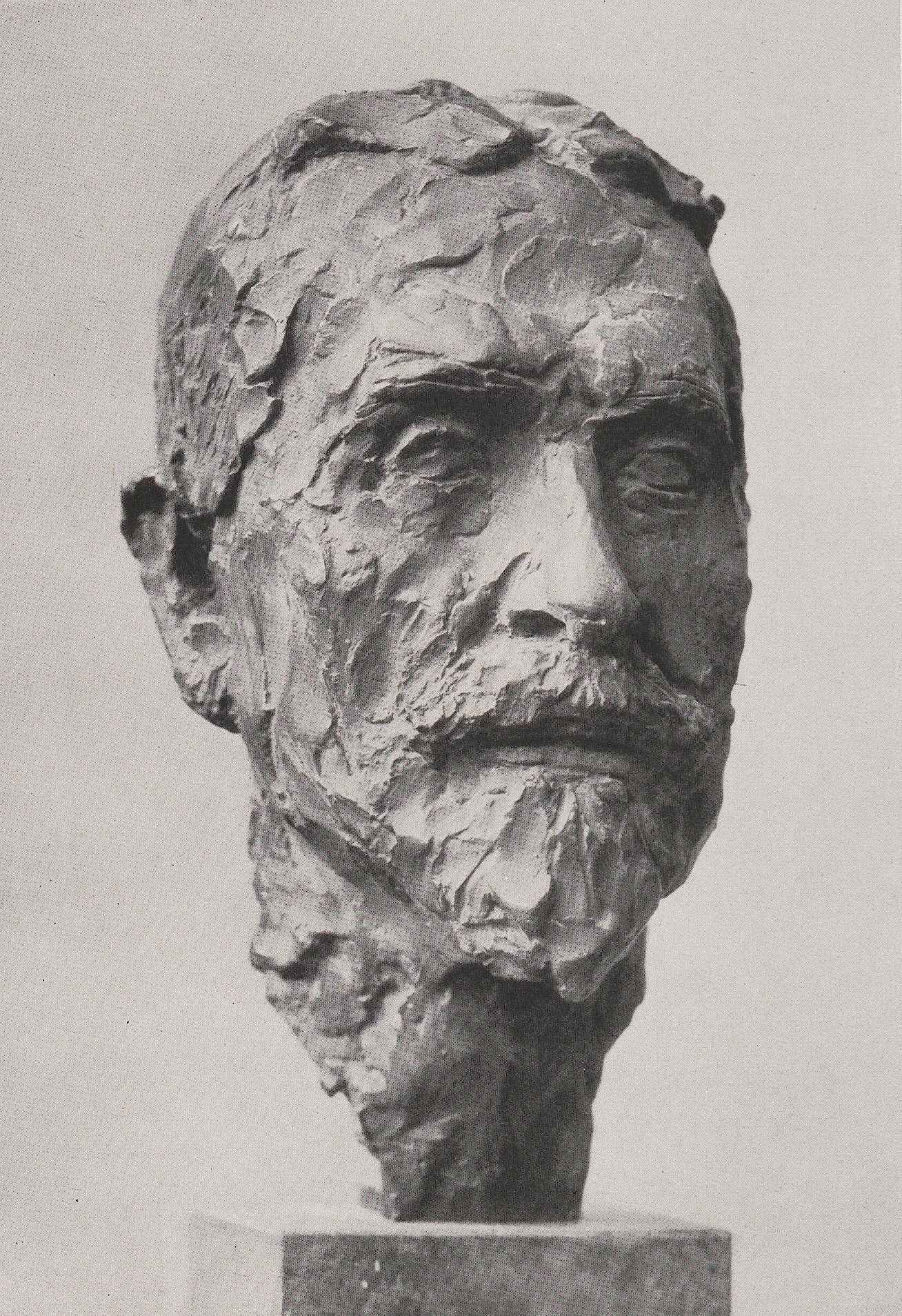
Ernesto de Fiori: Büste des Geheimen Rats Ludwig Strecker

Ludwig Strecker wurde 1853 als Sohn eines Juristen in Dieburg geboren. Im Alter von zehn Jahren wurde der Vater nach Darmstadt versetzt. Strecker hatte sein Jurastudium mit einer Promotion abgeschlossen und war in der Leitung des Verlags B. Schott's Söhne (Mainz) tätig.
Aufgrund der Kinderlosigkeit in der Gründerfamilie erbte er das Unternehmen 1874 von dem überraschend verstorbenen Franz Schott. Er wirkte u. a. als Verleger von Richard Wagner, dessen schwierige Forderungen und konstante Geldnöte er durch moderates Verhandeln immer wieder ausgleichen konnte. So erschienen das Siegfried-Idyll und die Textfassung (1877) und die Partitur des "Parsifal" (1882) bei Schott.
Strecker engagierte sich u. a. bei dem Konzertverein Mainzer Liedertafel. Er war 25 Jahre dessen Präsident.
Strecker heiratete im Alter von 29 Jahren Elisabeth Merck, die zehn Jahre jüngere Tochter des Darmstädter Unternehmers. Das Paar hatte vier Söhne und eine Tochter. Als Ludwig Strecker der Ältere am 19. Dezember 1943 starb, übernahm Ludwig Strecker der Jüngere zusammen mit seinem Bruder Wilhelm die Leitung des Verlages. Ludwig Strecker ist auf dem Hauptfriedhof Mainz begraben.

## Ehrungen
- Verleihung des Titels Geheimer Kommerzienrat durch Großherzog Ernst Ludwig
- 1909: wurde er von Großherzog Ernst Ludwig als lebenslanges Mitglied in die erste Kammer der Landstände des Großherzogtums Hessen berufen, der er bis zur Novemberrevolution 1918 angehörte.